# École Cygnaeus de Jyväskylä
L'École Cygnaeus était une école située dans le quartier de Mäki-Matti à Jyväskylä en Finlande. 

## Description
L'école est inaugurée en 1925. En 2000 elle a fusionné avec l'école de Vaajakoski,.
L'école a été nommé en mémoire de Uno  Cygnaeus et elle-même a donné son nom au Parc avoisinant Cygnaeuksen koulun puisto où le sculpteur Raimo Heino a offert une sculpture en mémoire de son ancienne école.